# Det grå guld (film)
Det grå guld er en dansk spillefilm instrueret af Shaky González som havde dansk biografpremiere den 28. marts 2013.
Birthe Neumann, Lars Knutzon og Kurt Ravn spiller tre pensionister, der føler sig kasseret af samfundet og derfor beslutter at tage deres skæbne i egen hånd. Erik Holmey medvirker som en garvet politiforhandler, der giver dem kamp til stregen.
Filmen er produceret af Søren Juul Petersen fra Zeitgeist Film. Co-producer er Henrik Laier fra Picturewise Film & TV. Filmen distribueres af SF Film.
Filmen blev nomineret til "YouSee Publikumsprisen" ved Robertfesten 2014. Berlingske gav filmen fire ud af seks stjerner.

## Medvirkende
- Birthe Neumann
- Lars Knutzon
- Kurt Ravn
- Susanne Juhasz
- Anders Matthesen
- Erik Holmey
- René Dif
- Sofie Stougaard
- Stefan Pagels Andersen